# Christian Marin
Christian Bernard Georges Marin (* 8. Februar 1929 in Lyon; † 5. September 2012 in Paris) war ein französischer Schauspieler und Musiker.

## Leben
Seine schauspielerische Karriere begann er im Jahr 1953 am Comédie de Saint-Étienne-Theater in Saint-Étienne und trat ab 1957 auch in Filmen auf.
Christian Marin erlangte in Deutschland vor allem durch acht Filme an der Seite des französischen Komikers Louis de Funès größere Bekanntheit. In vier davon verkörperte er die Rolle des Gendarm Merlot; zwei weitere Gendarm-Filme entstanden ohne seine Beteiligung, da er zu dieser Zeit anderen Verpflichtungen nachging. In Frankreich wurde er dem Publikum auch durch erfolgreiche TV-Serien wie Les chevaliers du ciel ein Begriff. Ab den 1980er-Jahren zog er sich von der internationalen Leinwand langsam zurück und war zuletzt vor allem für das Fernsehen und Theater aktiv. Insgesamt wirkte er im Laufe seiner Karriere als Schauspieler in mehr als 100 Film-und-Fernsehproduktionen mit.
Neben seiner Arbeit als Schauspieler nahm Marin auch einige Platten auf.
Christian Marin war verheiratet und hatte vier Kinder. Er starb am 5. September 2012  Alter von 83 Jahren.

## Filmografie (Auswahl)
- 1957: Morphium, Mord und kesse Motten (Ces dames préfèrent le mambo)
- 1959: La marquise d’O
- 1961: Alles Gold dieser Welt (Tout l’or du monde)
- 1961: Der tolle Amerikaner (La belle Américaine)
- 1963: Geheimagent S. schlägt zu (L’honorable Stanislas, agent secret)
- 1963: Quietsch… quietsch… wer bohrt denn da nach Öl? (Pouic-Pouic)
- 1964: Der Gendarm von St. Tropez (Le gendarme de Saint-Tropez)
- 1964: Ein toller Bobby, dieser Flic (Allez France!)
- 1965: Und die Wälder werden schweigen (Le chant du monde)
- 1965: Der Gendarm vom Broadway (Le gendarme à New York)
- 1965: Mord im Fahrpreis inbegriffen (Compartiment tueurs)
- 1966: Auch große Scheine können falsch sein (Monnaie de singe)
- 1967–1970: Les chevaliers du ciel
- 1968: Balduin, der Heiratsmuffel (Le gendarme se marie)
- 1970: Balduin, der Schrecken von St. Tropez (Le gendarme en balade)
- 1970: Der Kurier des Zaren (Strogoff)
- 1977: Turlututu
- 1979: Die Fälle des Monsieur Cabrol (Les cinq dernières minutes)
- 1987: Neuville… ma belle
- 1990: Pépé la gâchette
- 2010: Two Sunny Days